# Ernest Dickerson
Ernest Roscoe Dickerson (Newark, 25 giugno 1951) è un regista, direttore della fotografia, sceneggiatore e attore statunitense.
È stato il direttore della fotografia di molti film diretti da Spike Lee, come Lola Darling, Fa' la cosa giusta e Malcolm X.

## Biografia
Dickerson incontrò Spike Lee alla New York University. La prima collaborazione tra i due risale al 1980, quando Dickerson fotografò il cortometraggio The Answer, diretto da Lee. Nel 1981 firmò la fotografia nel secondo cortometraggio di Spike Lee, Sarah, liberamente tratto da un racconto scritto da una sua compagna di università, dedicato alla nonna materna di Lee, che ne è anche la produttrice, in collaborazione con Bill Lee che ne firmò la colonna sonora. Nel 1983 Dickerson diresse la fotografia del primo lungometraggio di Lee, Joe's Bed-Stuy Barbershop: We Cut Heads, quindi fotografò tutti i film del regista afroamericano fino al 1992.
Nello stesso anno debuttò nella regia, dirigendo il thriller Juice, interpretato dal rapper Tupac Shakur. La sua regia più nota è il thriller Never Die Alone, girato nel 2004. Nel 2006 ha diretto un episodio della seconda serie di Masters of Horror. Dickerson ha diretto anche alcuni episodi di note serie televisive, come CSI: Miami, Night Visions e The L Word.

## Filmografia

### Regista
- Juice (1992)
- Sopravvivere al gioco (Surviving the Game) (1994)
- Il cavaliere del male (1995)
- Bulletproof (1996)
- Blind Faith (1998)
- La trappola (Ambushed) (1998)
- Futuresport (film TV) (1998)
- Strange Justice (film TV) (1999)
- Night Visions – serie TV, 2 episodi (2001)
- Bones (2001)
- Our America – film TV (2002)
- Monday Night Mayehm – film TV (2002)
- Big Shot: Confessions of a Campus Bookie – film TV (2002)
- Good Fences – film TV (2003)
- The L Word – serie TV (2004)
- Never Die Alone (2004)
- Camelot - Squadra Emergenza – serie TV, 1 episodio (2004)
- Miracle's Boys – miniserie TV (2005)
- Criminal Minds – serie TV, 1 episodio (2005)
- Invasion – serie TV, 1 episodio (2005)
- CSI: Miami – serie TV, 1 episodio
- For One Night – film TV (2006)
- The Evidence – serie TV, 1 episodio (2006)
- Heroes – serie TV, 2 episodi (2006)
- E.R. - Medici in prima linea – serie TV, 3 episodi (2006)
- Masters of Horror – serie TV, episodio: The V Word (2006)
- The Wire – serie TV, 6 episodi (2006)
- Tell Me You Love Me – serie TV, 1 episodio (2006)
- 4400 – serie TV, 1 episodio) (2007)
- Weeds – serie TV, 2 episodi (2007)
- Fear Itself – serie TV, 1 episodio (2008)
- The Walking Dead – serie TV, 4 episodio (2010-in corso)
- Last Man Standing – film TV (2011)
- Raised by Wolves - Una nuova umanità (Raised by Wolves) – serie TV, episodi 2x01-2x02 (2022)

### Direttore della fotografia
- The Answer di Spike Lee (cortometraggio) (1980)
- Sarah di Spike Lee (cortometraggio) (1981)
- Joe's Bed-Stuy Barbershop: We Cut Heads di Spike Lee (1983)
- Fratello da un altro pianeta (The Brother from Another Planet) di John Sayles (1984)
- Tales from the Darkside (serie TV) (1984)
- Deesiree di Felix de Rooy (1984)
- One Night with Blue Note (film TV) di John Jopson (1985)
- Krush Groove di Michael Schultz (1985)
- Lola Darling (She Gotta Have It) di Spike Lee (1986)
- Almacita di desolato di Felix de Rooy (1986)
- Enemy Territory di Peter Manoogian (1987)
- Negatives di Tony Smith (1988)
- Aule turbolente (School Daze) di Spike Lee (1988)
- The Laser Man di Peter Wang (1988)
- Fa' la cosa giusta (Do the Right Thing) di Spike Lee (1989)
- Def by Temptation di James Bond III (1990)
- Mo' Better Blues di Spike Lee (1990)
- Ava & Gabriel - Un historia di amor di Felyx de Rooy (1990)
- Law & Order - I due volti della giustizia (serie TV) (1991)
- Jungle Fever di Spike Lee (1991)
- Sex, Drugs, Rock & Roll di John McNaughton (documentario) (1991)
- Malcolm X di Spike Lee (1992)
- Cousin Bobby di Jonathan Demme (documentario) (1992)
- Our America (film TV) di Ernest Dickerson) (2002)

### Attore
- Lola Darling (She's Gotta Have It) di Spike Lee (1986)

### Sceneggiatore
- Juice (1992)